# Bramans
Bramans è un ex comune francese di 403 abitanti situato nel dipartimento della Savoia della regione dell'Alvernia-Rodano-Alpi. Dal 1º gennaio 2017 è confluito nel nuovo comune di Val-Cenis.
Si trova nella Maurienne, valle del fiume Arc.

## Società

### Evoluzione demografica
Abitanti censiti

## Amministrazione

### Gemellaggi
- Giaglione, dal 14 agosto 2010

## Infrastrutture e trasporti
Fra il 1868 e il 1871 la località fu servita da una fermata della ferrovia del Moncenisio.